# Biały Dwór (województwo wielkopolskie)
Biały Dwór – wieś w Polsce położona w województwie wielkopolskim, w powiecie krotoszyńskim, w gminie Koźmin Wielkopolski.
W okresie Wielkiego Księstwa Poznańskiego (1815-1848) miejscowość wzmiankowana jako Biały dwór posada należała do wsi mniejszych w ówczesnym pruskim powiecie Krotoszyn w rejencji poznańskiej. Posada Biały Dwór była wsią oddzielną tego powiatu i należała do miasta Koźmin. Według spisu urzędowego z 1837 roku wieś liczyła 4 mieszkańców, którzy zamieszkiwali jeden dym (domostwo).
W latach 1975–1998 miejscowość administracyjnie należała do województwa kaliskiego.